# Fascínios
Fascínios é uma telenovela portuguesa produzida pela Plural Entertainment e transmitida originalmente pela TVI entre 26 de novembro de 2007 e 5 de outubro de 2008, em 275 capítulos. Na exibição original, substituiu Ilha dos Amores e foi substituída por Olhos nos Olhos. É autoria de António Barreira e foi escrita com Eduarda Laia, Patrícia Müller, Manuel Tomás, Marta Coelho e Sandra Rocha, tendo direção de André Cerqueira. As suas gravações decorreram entre Lisboa, São Pedro de Moel, Seixal e Goa, na Índia. Teve título provisório de "Imperius" ou "Imperium".
O seu elenco principal conta com Alexandra Lencastre, Rogério Samora, João Perry, Julie Sargeant, Fernando Luís, Pedro Granger, Mariana Monteiro e Vera Kolodzig, além de participações especiais de Diogo Amaral e Rita Pereira na primeira fase da telenovela.
Foi reposta no canal TVI Ficção entre 3 de agosto de 2014 e 12 de abril de 2015, substituindo Mar de Paixão e sendo substituída por Ninguém como Tu. A telenovela foi reexibida entre 11 de maio de 2015 e 26 de junho de 2015, ao início da tarde, na TVI. Posteriormente, foi novamente reposta entre 29 de junho de 2015 e 25 de setembro de 2015, ao final da noite, também na TVI. Foi também retransmitida entre 28 de setembro de 2015 e 31 de março de 2016, de madrugada, ainda na TVI. Ao todo, esta repetição totalizou 213 episódios. Em abril de 2021, a trama voltou, mais uma vez, a ser emitida nas madrugadas da TVI. Nesta reposição, à data de novembro de 2021, estava a ser emitido apenas um episódio da telenovela por semana.

## Sinopse
Óscar Ventura (João Perry) é dono duma incomensurável fortuna, construída a partir do nada. Em 1961, aquando da invasão de Goa pelas tropas da União Indiana, Óscar viu-se obrigado a fugir para Portugal, para salvar a sua filha Helena Basur Ventura (Helena Laureano), de apenas 8 meses. Para trás ficaram Kali Basur Ventura (Rita Pereira), sua companheira, que morre numa estrada minada em que o seu carro explode, e Raul Basur Ventura (Rogério Samora), o seu filho de 6 anos, que havia perdido o rasto dos pais. Óscar chegou a Portugal apenas com a roupa do corpo, mas a sua força depressa o impulsionou para o trabalho, que o transformaria num milionário alguns anos depois, dono do Grupo Ventura, onde pontua a conceituada e cara loja Imperium.
Óscar casa com Margarida Miranda (Alexandra Lencastre), uma mulher ambiciosa e calculista, que traçou um plano perfeito para fisgar o milionário. De partida para a lua-de-mel, Óscar, que quase havia perdido a esperança de encontrar o seu filho ainda vivo, é informado de que Raul se encontra na Índia. E muda o destino da lua-de-mel para ir ao encontro do filho, cujo rasto perdeu há 46 anos. O reencontro com Raul é o contrário do que o milionário esperava. Raul fora adotado por uma família indiana, no seio da qual cresceu, alimentando um ódio sem limites contra o pai biológico, por quem julga ter sido abandonado. Depois de dizer a Óscar que jamais o perdoará, Raul conhece Margarida nas ruas de Goa e sem saber quem é aquela bela mulher, os dois acabam por se apaixonar julgando que nunca mais se vão ver. Até que o destino coloca novamente Raul no caminho do pai, quando a empresa daquele ganha um concurso para modernização dos sistemas de segurança da loja Imperium.
Helena, a filha de Óscar, vive um casamento rotineiro com o ambicioso Jaime Brandão (Fernando Luís). Bonita,dedicada ao trabalho, cheia de energia e iniciativa, Helena nem sequer se apercebe de que o marido a trai com a sua melhor amiga, Carolina Lopes de Almeida (Joana Seixas), e com a madrasta, Margarida, sendo que depois de descobrir a traição do marido e aperceber-se do verdadeiro carácter de Jaime,divorcia-se e acaba por se apaixonar por Mateus Correia (Marcantónio Del Carlo),já apaixonado por ela e terão que lutar contra as intrigas causadas por Jaime e o vício do jogo que consome Mateus para que aquele amor sobreviva. Aliás, foi Jaime quem introduziu Margarida no seio da família Ventura e a ajudou a conquistar Óscar. Quando o milionário marcou casamento com Margarida, esta e Jaime traçaram um plano maquiavélico para se apoderar de toda a fortuna dos Ventura.
Leonor Ventura Brandão (Sara Prata) é filha de Helena e Jaime,tendo uma forte ligação com a mãe e uma grande admiração pelo avô. Doce e meiga, namora com o possessivo e ambicioso Guilherme Lopes de Almeida (José Fidalgo), mas o seu coração irá pertencer a Vicente Oliveira (Nuno Janeiro), um jovem garçon que Guilherme colocará na prisão através dum equívoco. Ao invés de afastar Leonor do rapaz, o plano de Guilherme tem o efeito oposto: aproxima-os ainda mais.
Apesar de namorar com Leonor, Guilherme é disputado por outras mulheres. Andreia Amaral (Sofia Ribeiro), uma rapariga pobre, aspirante a modelo, passa o tempo na cola do milionário, assim como Renata Miranda (Vera Kolodzig), a maquiavélica filha de Margarida, que, apesar de gostar de Paulo Andrade Correia (Pedro Caeiro), rapaz duma classe social inferior, não admite esse sentimento e considera que Guilherme é o homem que precisa para conseguir o mesmo estatuto da mãe.
Amália Lopes de Almeida (Helena Isabel) é detentora de 10% do Grupo Ventura, mas preferiu deixar essa área dos negócios ao filho, Guilherme, já que tem uma vida profissional agitadíssima. Amália é proprietária dum grupo editorial, onde pontua a revista "Flagrante", especializada em expor os escândalos dos famosos e dirigida pelo seu genro, Frederico Moreira (Marco Delgado), e para a qual trabalha o paparazzo Fábio Barreto (Tiago Castro). Frederico é casado com Constança Lopes de Almeida Moreira (Paula Neves), a filha mais velha de Amália, obstetra de profissão. Há sensivelmente um ano atrás, Constança e Frederico perderam o seu único filho, que morreu atropelado. Desde essa altura que Constança se sente culpada pela morte da criança, além de saber que Frederico também a culpa, já este se desinteressou da mulher e passa a vida a ter inúmeros casos extra-conjugais. Constança sabe dos relacionamentos do marido e, quando sentir que o seu casamento corre sérios riscos de acabar, tomará uma atitude louca, que será um escândalo quando for descoberta.
Salvador Lopes de Almeida (Pedro Granger) é o filho mais novo de Amália e vive num mundo à parte. Completamente desapegado de tudo o que sejam bens materiais, repugna o dinheiro e entra em processo de depressão quando o seu melhor amigo se mata por estar endividado. Depois de quase incendiar a casa onde a família vive, Salvador é internado numa instituição psiquiátrica, donde foge e embarca para a Índia, depois duma série de sonhos e premonições. Na Índia, Salvador conhece Nalini Rajgar/Nalini Ventura (Mariana Monteiro), aquela que será a dona do seu coração, por quem se apaixona à primeira vista. O mesmo se passa com a rapariga, mas Nalini está de casamento marcado com um jovem da sua casta que ela nem sequer conhece, uma vez que a união foi negociada pela sua família. Salvador e Nalini envolvem-se, mas o rapaz vai perceber que os dois já se cruzaram noutras vidas, onde sempre a perdeu. E tudo fará para não a perder nesta!
Quem quer distância da família é Margarida, que paga para manter os pais, Alfredo Miranda (José Eduardo) e Nazaré Miranda (Lia Gama), bem como o irmão, Cristiano Miranda (Pedro Górgia), longe de si. Alfredo, Nazaré e Cristiano têm a vigarice na massa do sangue e, embora recebam dinheiro de Margarida, passam a vida atrás da filha mais velha. A única que não quer saber de Margarida é a sua irmã Ester Miranda (Julie Sargeant), uma mulher trabalhadora, divorciada, com dois filhos para criar, que não concorda com os meios que Margarida usa para subir na vida e manter o seu estatuto. Aliás, Margarida e Ester odeiam-se mutuamente.
Vizinhos da família de Margarida são Leopoldo Amaral (Júlio César) e Rosa Amaral (Marina Mota), um ex-militar já reformado e uma funcionária pública na pré-reforma, cujos dias são passados a atazanar a cabeça daqueles que moram no bairro. O sonho do casal, conhecido como Xerife e Bebé, é casar as filhas, Andreia e Emília Amaral (Victória Guerra), com dois homens ricos. Enquanto Andreia parece disposta a isso, Emilinha não abdica do seu romantismo e garante que só casará por amor.
Nas suas horas de solidão, Óscar tem o apoio incondicional de João Andrade (Francisco Nicholson) e Elvira Andrade (Margarida Carpinteiro), casal que o acompanha desde os tempos da Índia. Foi Andrade que ajudou Óscar a fugir naquela altura, tendo este trazido a mulher do amigo em sua companhia, enquanto Andrade, militar em serviço, ficou preso em terras indianas. Hoje, Andrade e Elvira vivem na mansão de Óscar, são os seus melhores amigos,uns pais para Helena e seus confidentes.
Andrade e Elvira são pais de Cândida Andrade (Rita Salema), uma mulher batalhadora, que teve um primeiro casamento com Mateus Correia (Marcantónio Del Carlo), e que actualmente é casada com Eduardo Machado (Guilherme Filipe), um advogado fracassado. Deste casamento nasceu Sara Andrade Machado (Teresa Macedo), uma jovem rebelde, sobre quem os pais não têm controlo.
O grande sonho de Óscar é fazer as pazes com o filho e unir os dois irmãos, Helena e Raul, que não se suportam. Andrade, o fiel amigo de Óscar, ajudará este na conquista do coração de Raul.

## Elenco
2007
| Ator                    | Personagem                         | Notas                   |
| ----------------------- | ---------------------------------- | ----------------------- |
| Rogério Samora (†)      | Raul Basur Ventura / Yash Rajgar   | Protagonista            |
| Alexandra Lencastre     | Margarida Miranda                  | Antagonista             |
| João Perry              | Óscar Ventura                      | Protagonista            |
| Julie Sergeant          | Ester Miranda Medeiros             | Coprotagonista          |
| Pedro Granger           | Salvador Lopes de Almeida          | Coprotagonista          |
| Mariana Monteiro        | Nalini Rajgar/Ventura              | Coprotagonista          |
| Vera Kolodzig           | Renata Miranda                     | Coantagonista           |
| Fernando Luís           | Jaime Brandão                      | Antagonista             |
| Helena Laureano         | Helena Basur Ventura (Brandão)     | Coprotagonista          |
| Marcantónio Del Carlo   | Mateus Correia                     | Personagens Secundárias |
| Helena Isabel           | Amália Lopes de Almeida            | Personagens Secundárias |
| Paula Neves             | Constança Lopes de Almeida Moreira | Personagens Secundárias |
| Marco Delgado           | Frederico Moreira                  | Personagens Secundárias |
| José Fidalgo            | Guilherme Lopes de Almeida         | Personagens Secundárias |
| Joana Seixas            | Carolina Lopes de Almeida          | Personagens Secundárias |
| Rita Salema             | Cândida Andrade Machado            | Personagens Secundárias |
| Guilherme Filipe        | Eduardo Machado                    | Personagens Secundárias |
| Marina Mota             | Rosa Amaral                        | Personagens Secundárias |
| Júlio César             | Leopoldo Amaral                    | Personagens Secundárias |
| Margarida Carpinteiro   | Elvira Andrade                     | Personagens Secundárias |
| Francisco Nicholson (†) | João Andrade                       | Personagens Secundárias |
| Lia Gama                | Nazaré Miranda                     | Personagens Secundárias |
| José Eduardo (ator)     | Alfredo Miranda                    | Personagens Secundárias |
| Pedro Górgia            | Cristiano Miranda                  | Personagens Secundárias |
| Sara Prata              | Leonor Ventura Brandão             | Personagens Secundárias |
| Nuno Janeiro            | Vicente Oliveira                   | Personagens Secundárias |
| Sofia Ribeiro           | Andreia Amaral                     | Personagens Secundárias |
| Victoria Guerra         | Emília (Emilinha) Amaral           | Personagens Secundárias |
| Pedro Caeiro            | Paulo Andrade Correia              | Personagens Secundárias |
| Teresa Macedo           | Sara Andrade Machado               | Personagens Secundárias |
| Tiago Castro            | Fábio Barreto                      | Personagens Secundárias |
| Diogo Raquel            | Bruno Miranda Medeiros             | Personagens Secundárias |
| Beatriz Figueira        | Filipa Miranda Medeiros            | Personagens Secundárias |

1961
| Ator              | Personagem           |
| ----------------- | -------------------- |
| Diogo Amaral      | Óscar Ventura        |
| Rita Pereira      | Kali Basur           |
| Renato Godinho    | João Andrade         |
| Joana Bastos      | Elvira Andrade       |
| Duarte Figueiredo | Raul Basur Ventura   |
| Eva Mercês        | Helena Basur Ventura |

## Audiências
No primeiro capítulo a trama atingiu 18,7% de rating e 44,4% de share. O último capítulo obteve 21,9% de audiência média e 55,1% de share, o melhor resultado da telenovela. Chegou ao fim com média final de 14,2% de audiência média e 42,3% de share.

## Banda sonora

### CD1
| N.º | Título                      | Música                     | Personagem       | Duração |  |
| 1.  | "Enconsta-te a Mim"         | Jorge Palma                | Genérico/Helena  |         |  |
| 2.  | "If You Were a Sailboat"    | Katie Melua                | Leonor           |         |  |
| 3.  | "Secreto Segredo"           | Gil do Carmo               | Geral            |         |  |
| 4.  | "Namoro"                    | Teresa Salgueiro           | Rosa             |         |  |
| 5.  | "Sem Vintém"                | Ala dos Namorados          | Cristiano        |         |  |
| 6.  | "(Bem) na Minha Mão"        | Susana Félix               | Ester            |         |  |
| 7.  | "Se te Amo"                 | Quinta do Bill             | Geral(Alegria)   |         |  |
| 8.  | "Há Amores Assim"           | Donna Maria                | Emilinha e Paulo |         |  |
| 9.  | "Confidências da Minha Rua" | Viviane                    | Leopoldo         |         |  |
| 10. | "O Lugar"                   | Tiago Bettencourt & Mantha | Guilherme/Mateus |         |  |
| 11. | "Castelos no Ar"            | Rita Guerra                | Margarida        |         |  |
| 12. | "Vs"                        | Ricardo Azevedo            |                  |         |  |
| 13. | "Vontade de te Matar"       | Filarmónica Gil            | Cristiano        |         |  |
| 14. | "Do Outro Lado do Olhar"    | Sépia                      | Leonor e Vicente |         |  |
| 15. | "Tão Perto Tão Longe"       | Hands On Approach          | Renata e Paulo   |         |  |
| 16. | "Boca do Mundo"             | Mesa                       |                  |         |  |
| 17. | "O Que Fazes Tu de Mim"     | Xaile                      |                  |         |  |
| 18. | "Did You Really Love Me"    | Corvos                     |                  |         |  |

### CD2
| N.º | Título                          | Música                                        | Personagem        | Duração |  |
| 1.  | "Gostar de Ti"                  | Rita Guerra                                   | Constança         |         |  |
| 2.  | "Se um Anjo te Levar"           | Ménito Ramos                                  | Nalini e Salvador |         |  |
| 3.  | "Escolha do Sentido"            | Sépia                                         | Nalini            |         |  |
| 4.  | "Império em Chamas"             | Além Mar                                      |                   |         |  |
| 5.  | "Se o Amor Fosse só Isso"       | Patrícia Vasconcelos                          | Jaime e Carolina  |         |  |
| 6.  | "Verdade do Teu Calor"          | Ricky                                         | Geral             |         |  |
| 7.  | "É Melhor Assim"                | Pedro Vaz                                     | Cândida e Eduardo |         |  |
| 8.  | "O Amor Não Cai"                | Sandra Fidalgo                                | Amália e Hélio    |         |  |
| 9.  | "Shangrilá (Goa)"               | Gonzaga Coutinho (part. especial de Rão Kyao) | Raul e Óscar      |         |  |
| 10. | "Música ao Longe"               | Yami                                          | Geral dos Casais  |         |  |
| 11. | "Gato Preto"                    | Jorge Vádio                                   | Nazaré            |         |  |
| 12. | "Nada"                          | Jorge Cruz                                    |                   |         |  |
| 13. | "A Frase Mais Vulgar"           | João Tiago Silva                              | Helena e Mateus   |         |  |
| 14. | "A Vida Inteira (Não Tem Fim)"  | Dora                                          | Raul e Margarida  |         |  |
| 15. | "Tribunal da Relação"           | Mesa                                          | Frederico         |         |  |
| 16. | "Burning Down The House"        | Corvos                                        |                   |         |  |
| 17. | "Inidia 1 (Instrumental)"       | Projecto CM                                   |                   |         |  |
| 19. | "Electric Opus (Instrumental)"  | David Cid e Ricardo Sousa                     |                   |         |  |
| 20. | "Green Fields 1 (Instrumental)" | David Cid e Ricardo Sousa                     |                   |         |  |